# Stazione di Córdoba Mitre
La stazione di Córdoba Mitre (Estación Córdoba Mitre in spagnolo) è la principale stazione ferroviaria di Córdoba, seconda città dell'Argentina. Dai suoi binari partono sia treni passeggeri regionali per Villa María, sia convogli a lunga percorrenza per Rosario e Buenos Aires.

## Storia
Nel 1863 la compagnia anglo-argentina Ferrocarril Central Argentino ottenne dal governo la concessione per la costruzione di una linea ferroviaria che unisse il porto fluviale di Rosario con la città di Córdoba.
Il 25 aprile dello stesso anno iniziarono i lavori di costruzione della ferrovia. A causa di una lunga interruzione delle opere la città di Córdoba fu raggiunta dai binari solamente il 13 marzo 1870. Il 13 aprile successivo la nuova linea fu inaugurata dall'allora presidente argentino Domingo Faustino Sarmiento.
Nei primi anni novanta, durante il governo di Carlos Menem, vennero soppressi gli ultimi servizi passeggeri a lunga distanza. Nel 1995 il fabbricato viaggiatori venne dichiarato dalla locale amministrazione Patrimonio Culturale della Città.
Nel 2004 l'impresa Ferrocentral riattivò il servizio passeggeri sino a Villa María, mentre l'anno successivo vennero ripresi dalla medesima compagnia i collegamenti con Buenos Aires.
Dal 2014 la stazione ed i treni passeggeri che vi transitano sono passati sotto la gestione diretta dello stato argentino mediante l'impresa Operadora Ferroviaria.